# 恋愛革命 (漫画)
『恋愛革命』（れんあいかくめい、朝鮮語: 연애혁명）は、232による韓国の漫画作品。ウェブサイト「レジンコミックス」（レジンエンターテイメント）にて2013年から2023年まで連載された。
2020年9月より、kakao TVにて配信ドラマが配信された。
2025年1月より、朝日放送テレビにてテレビドラマが放送された。

## あらすじ
コン・ジュヨンがある日ワン・ジャリムに一目惚れをし一途に想いを伝えるロマンスストーリー。

## 登場人物
コン・ジュヨン

ワン・ジャリム

イ・ギョンウ

ヤン・ミンジ

オ・アラム

アン・ギョンミン

キム・ビョンフン

## 配信ドラマ
2020年9月1日から2020年12月27日までKakao TVで配信された。

### キャスト（配信ドラマ）
コン・ジュヨン
演 - パク・ジフン（元Wanna One）

ワン・ジャリム
演 - イ・ルビ
イ・ギョンウ
演 - ヨンフン（THE BOYZ）

ヤン・ミンジ
演 - チョン・ダウン

オ・アラム
演 - ダヨン（宇宙少女）

アン・ギョンミン
演 - アン・ドギュ

キム・ビョンフン
演 - コ・チャンビン

## テレビドラマ
2025年1月12日（11日深夜）から3月16日（15日深夜）まで朝日放送テレビで放送された。主演は嶋﨑斗亜。

### キャスト（テレビドラマ）

#### 主要人物（テレビドラマ）
姫ノ宮レイ（ひめのみや レイ）
演 - 嶋﨑斗亜（Lil かんさい）
三山総合高校1年。1人暮らし。凜に一目ぼれして猛アタックする。
王子凛（おうじ りん）
演 - 吉田美月喜
三山総合高校1年。レイのアプローチを疎ましく思う。

#### 周辺人物（テレビドラマ）
伊藤悟（いとう さとる）
演 - 山中一輝（AmBitious）
レイの幼馴染。イケメンで女子にモテる。
小林美羽（こばやし みう）
演 - 吉田伶香
凜の中学からの友達。悟のことが気になっている。
岡田恵子（おかだ けいこ）
演 - 仲吉玲亜
凜の中学からの友達。さっぱりした性格。
松田賢（まつだ けん）
演 - 日高由起刀
短髪。お調子者だがムードメーカー。
辻翔太郎（つじ しょうたろう）
演 - 小田惟真（THE SUPER FRUIT）
ドラマオリジナルキャラクター。勉強が良くできる特進クラスの生徒。レイと中学からの友達。美羽のことが好き。
芸間敦（げいま あつし）
演 - 栗原颯人
ゲーミングカフェ 従業員。数年前、凜と友達以上恋人未満の間柄だった。

### スタッフ
- 原作 - 232『恋愛革命』（「LINEマンガ」連載）[1]
- 脚本 - 川滿佐和子、髙橋幹子[1]
- 監督 - 針生悠伺、のむらなお、山口雄也[1]
- 音楽 - The Original Jaermulk[1]
- 主題歌 - 乃紫「接吻の手引」（MR8 / MIJ Quality Records)）[5]
- プロデューサー - 山口敏功、吉野周、山崎宏太、宮川宗生[1]
- 制作協力 - ホリプロ[1]
- 制作 - 朝日放送テレビ[1]
- 製作幹事 - NBCユニバーサル・エンターテイメントジャパン[1]
- 制作著作 - 232・LINE Digital Frontier、「恋愛革命」製作委員会[1]

### 放送日程
| 各話   | 放送日  | サブタイトル                     | 脚本       | 監督       |
| ------ | ------- | -------------------------------- | ---------- | ---------- |
| 第1話  | 1月12日 | 勇気ある者だけが美女を手にする   | 髙橋幹子   | 針生悠伺   |
| 第2話  | 1月19日 | 体育館の中心で愛を叫ぶ           | 髙橋幹子   | 山口雄也   |
| 第3話  | 1月26日 | 同情するなら愛をくれ             | 川滿佐和子 | のむらなお |
| 第4話  | 2月02日 | やれやれ、これが愛のムチか       | 川滿佐和子 | のむらなお |
| 第5話  | 2月09日 | お泊まりで急接近                 | 髙橋幹子   | 針生悠伺   |
| 第6話  | 2月16日 | 語るのもおぞましい過去           | 髙橋幹子   | 山口雄也   |
| 第7話  | 2月23日 | 約束だから、あの話は墓場まで     | 川滿佐和子 | 山口雄也   |
| 第8話  | 3月02日 | うわつくキモチとカノジョのうわき | 川滿佐和子 | のむらなお |
| 第9話  | 3月09日 | 恋をするには資格が必要です       | 髙橋幹子   | 針生悠伺   |
| 第10話 | 3月16日 | 嫌われても、君が好き             | 川滿佐和子 | 針生悠伺   |

- 第9話は前日放送の『テレビ朝日ドラマプレミアム 山崎豊子生誕100年記念 花のれん』（21時 - 22時54分）特別編成のため、30分繰り下げられ、1時30分 - 2時に放送された。

| 朝日放送テレビ 日曜 1:00 - 1:30（土曜深夜）枠                       | 朝日放送テレビ 日曜 1:00 - 1:30（土曜深夜）枠 | 朝日放送テレビ 日曜 1:00 - 1:30（土曜深夜）枠 |
| 前番組                                                              | 番組名                                        | 次番組                                        |
| ------------------------------------------------------------------- | --------------------------------------------- | --------------------------------------------- |
| STAGE RAMPAGE （2024年10月5日 - 11月30日） 【ここまでバラエティ枠】 | 恋愛革命 （2025年1月12日 - 3月16日）          | -                                             |